# Castello di Silvano Pietra
Il Castello di Silvano Pietra è una fortificazione nel comune italiano di Silvano Pietra, in provincia di Pavia. L'edificio è posto al centro del parse a 83 m s.l.m., in aperte pianura Padana a pochi chilometri dalla riva destra del Po, tra i torrenti Staffora e Curone.

## Storia
La costruzione del castello è datata 1329, denominato “Castello con alta torre già dei Beccaria”,  fu iniziata dai Beccaria (una famiglia aristocratica di parte ghibellina di Pavia) e terminata entro il primo quarto del XIV secolo ed utilizzato nei primi anni come prigione. Questa ipotesi è attestata da una scritta incisa sul muro originario trecentesco che recita "Prijonie". Il borgo era sotto il controllo della famiglia Beccaria nel XIV secolo casata rappresentata da Manfredo, conquistatore di Mortara e Novara e capostipite del ramo di San Gaudenzio, Mortara e Silvano. Seguono brevi infeudazioni tra cui quella ai Bottigella di Pavia (1468), per cui il borgo fu chiamato Silvano Bottigella.
Già nel 1483 tuttavia il feudo venne loro sottratto, e dopo una breve infeudazione ai Sanseverino passò nel 1528 a Brunorio Pietra, ministro ducale, ai cui discendenti rimarrà fino all'abolizione del feudalesimo (1797).

## Struttura

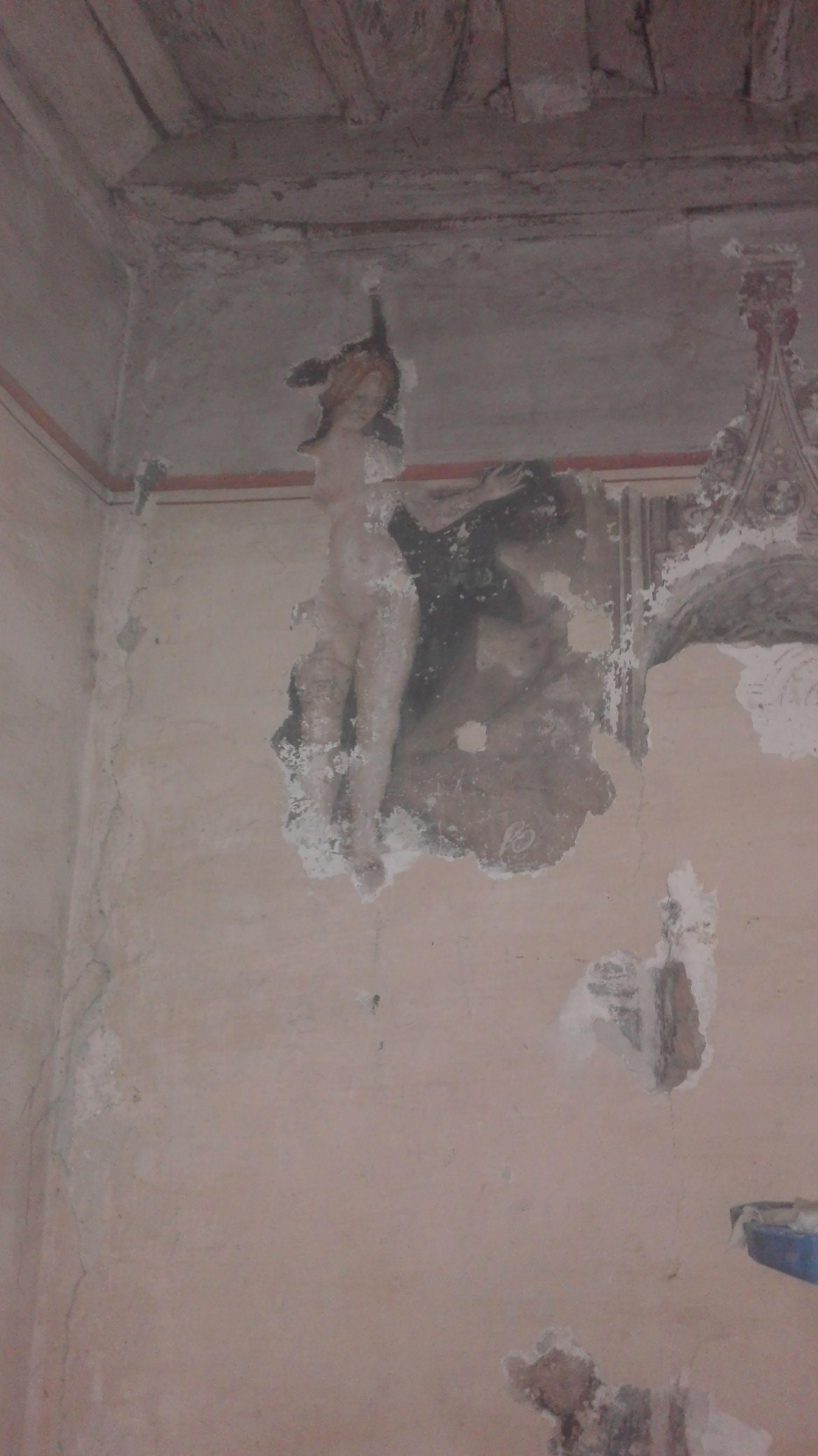
Venere in restauro

La struttura del un castello è testimoniata da un complesso con pianta ad U, con finestre a sesto acuto, monofore ed archi a sesto acuto ed a tutto sesto. Al suo interno sono conservati pregiati affreschi che vanno dal 1400 al 1600. La parte meglio riconoscibile nelle sue murature originarie è la torre che si innalza sulla piazza del paese, che conserva le tracce del ponticello levatoio, della torre castellana rimane solo la parte inferiore, quella superiore è stata modificata da un sopralzo più recente che reca alla cima la cella campanaria, oggi la costruzione svolge funzioni di campanile. Probabilmente in origine il castello era dotato di tre torri alte 35, 27 e 25 metri.

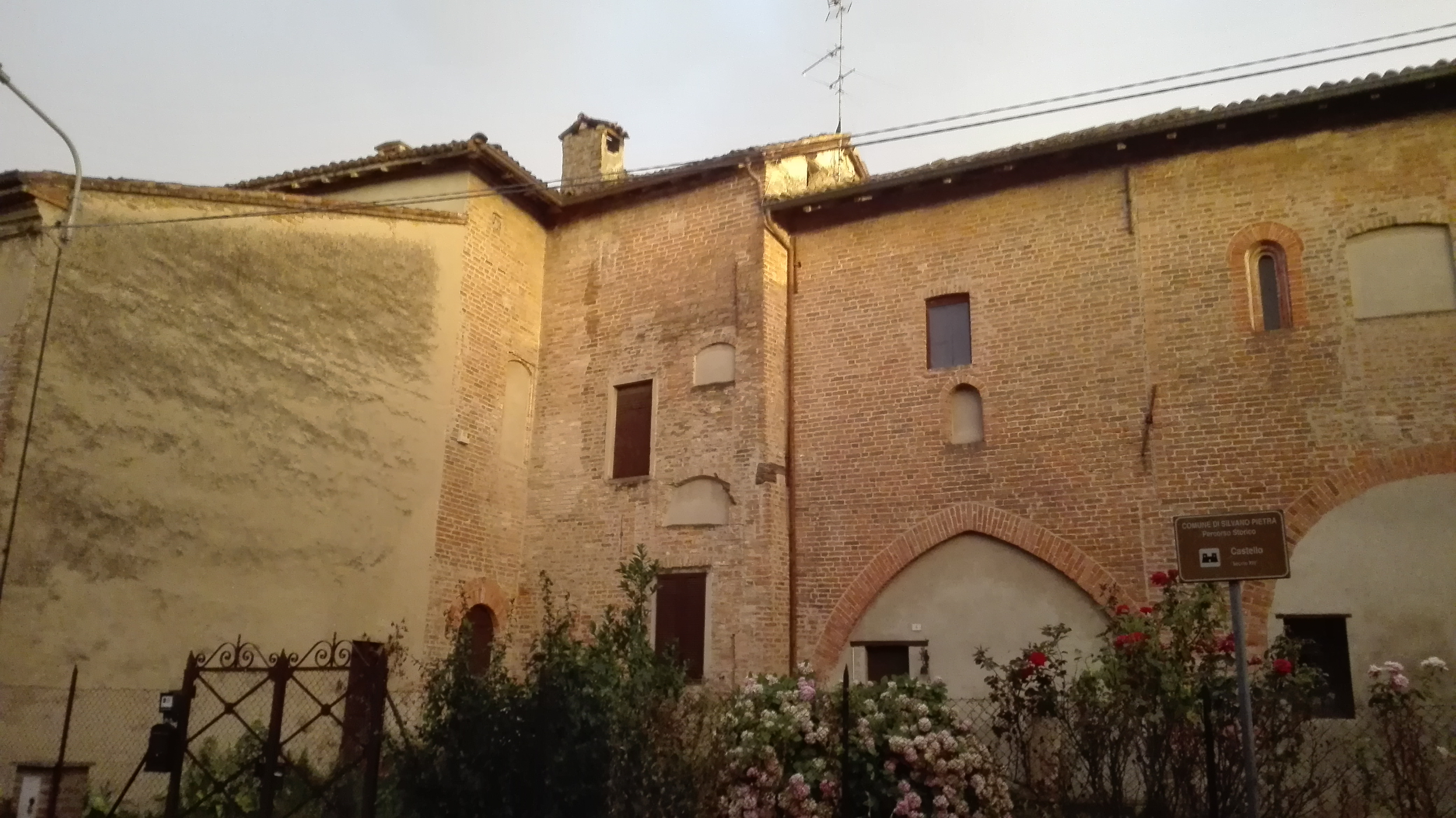
Il castello